# Catachlorops halteratus
Catachlorops halteratus är en tvåvingeart som beskrevs av Krober 1931. Catachlorops halteratus ingår i släktet Catachlorops och familjen bromsar. Inga underarter finns listade i Catalogue of Life.